# Île de la Fosse Tournille
L'île de la Fosse Tournille est une île de la Marne, en France appartenant administrativement à Ussy-sur-Marne.

## Description
Elle s'étend sur un peu plus de 400 m de longueur pour une largeur maximale de moins de 130 m.